# Constitución de Baraguá
La Constitución de Baraguá es la constitución elaborada en Mangos de Baraguá, Cuba, el 23 de marzo de 1878 tras la Protesta de Baraguá.
Antonio Maceo no aceptó el Pacto celebrado con los españoles, y con algunos parciales continuó la resistencia en Oriente. En Baraguá los protestantes acordaron una sucinta Constitución, la cual estableció un gobierno provisional. Para sustituir a la caducada Carta de Guáimaro, Fernando Figueredo redactó una nueva Constitución de cinco artículos. Este, en breve tiempo, convencido de la ineficacia del sacrificio, envió a Antonio Maceo en Comisión al extranjero para acopiar recursos. Fracasada la misión, el gobierno acordó acogerse a la paz.

## Texto de Constitución
- Artículo 1: La Revolución se regirá por un Gobierno provisional, compuesto de cuatro individuos.
- Artículo 2: El gobierno provisional nombrará un General en Jefe que dirija las operaciones militares.
- Artículo 3: El Gobierno queda facultado para hacer la paz bajo las bases de independencia.
- Artículo 4: No podrá hacer la paz con el Gobierno español bajo otras bases sin el conocimiento y consentimiento del pueblo.
- Artículo 5: El Gobierno pondrá en vigor todas las leyes de la República que sean compatibles con la presente situación.

- Datos: Q5784630